# ヴォルフ・フセスラーヴィエヴィチ
ヴォルフ・フセスラーヴィエヴィチ（ベラルーシ語: Волх Усяславіч, ロシア語: Волх Всеславьевич,  あるいは、ヴォルガ Вольга）は、ロシア・ウクライナ・ベラルーシの伝承の登場人物。口承叙事詩ブィリーナに登場する勇士の一人である。同様にブィリーナに登場するヴォリガーと同一視されている。

## ヴォルフのブィリーナ

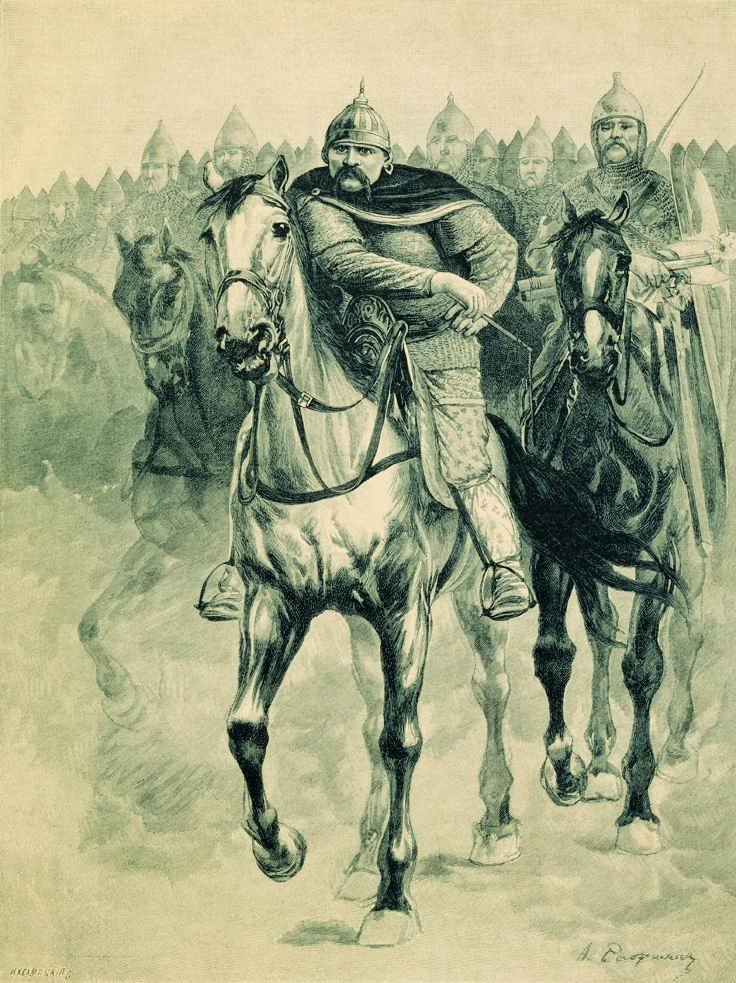
『ヴォルガ・フセスラヴィエヴィチ』、ロシアの画家アンドレイ・ペトロヴィキンによる1895年の作

### 出生から旅立ち
あるとき年若い姫マルファ・フセスラーヴィエヴナは毒蛇を踏んでしまう。その蛇に尾で太ももを打たれて宿した子が、勇士ヴォルフ・フセスラーヴィエヴィチであった。生まれた際には大地が揺らぎ動物が隠れ、しばらくすると母に「おしめ」ではなく、鎧と兜と鎚矛を求めた。7歳で文字を覚え、10歳で変身術を覚えた（鷹、灰色狼、金角の赤牛など）。12歳から3年かけて7千人の（自身と同年代の）従士隊を集める。15歳の頃、インドの王（バトゥの血筋のサルトゥイク王）がキエフを攻め滅ぼすという噂が流れると、ヴォルフは従士隊を連れてインドへ遠征に向かった（向かう先はジョチ・ウルスやトルコというバージョンもある）。

### インド遠征
ヴォルフは夜に眠らず、狼や鷹に変身しシカや貂、ウサギなどを捕り従士たちの食料や衣服を養った。また金角の赤牛や鷹に変身してインドに偵察に向かい、王宮に着くとイタチに変身して強弓の弦を切り、矢から鏃を引き抜き、鉄砲から火打石と槊杖を外して土に埋めてしまう。そうして従士隊の元に戻って進軍したが、インド国の堅固な城壁を前にみな意気消沈してしまう。そこでヴォルフは自身と従士隊をすべて蟻に変身させ潜入すると、みなに下知して7千人の美女以外は城内の者を皆殺しにした。ヴォルフはひとり宮殿に入ると鉄扉の金具を蹴破り、インド王サルトゥイク・スラヴルーリエヴィチを捻り上げて、「王たる者の首を切ってはならぬ」と言い、彼を床にたたきつけて粉砕した。ヴォルフは王妃アズヴャーコヴナことエレーナを妻に娶り、従士たちも生き残りの美女たちと結婚してその地で暮らし、また彼らに金貨銀貨や牛馬10万頭をそれぞれに与えた。

## ヴォリガーとミクーラ

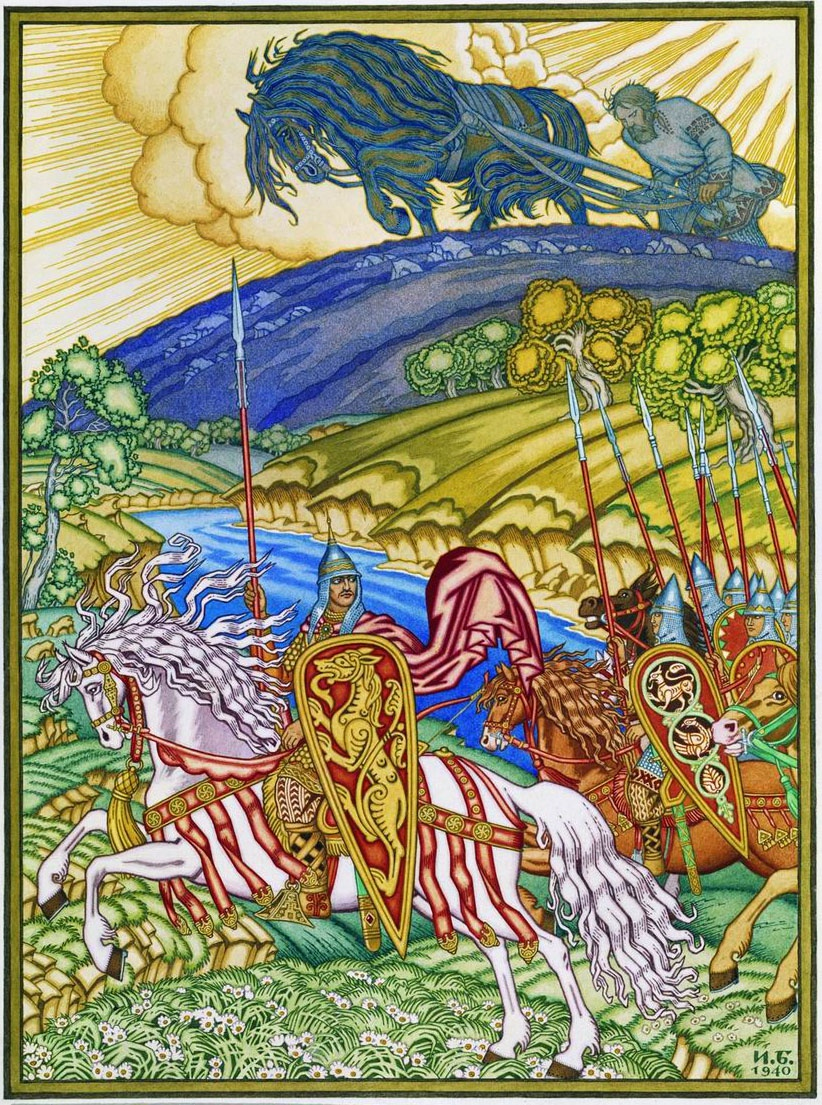
『ヴォルガと耕作者ミクーラ』、ロシアの画家Ivan Bilibinによる1940年の作

スヴャトスラーフの一子・ヴォリガー・スヴャトスラーヴィチは変身術の稽古にはげみカマス、鷹、狼となって駆け巡り、日増しに成長すると29人の部下を集めた。彼はキエフ大公である伯父のウラジーミルからグールチョヴェツ（Gurchevets）、オレーホヴェツ（Orekhovets）、クレスチャーノヴェツ（Krestyanovets）の三つの町を領地に与えられると、部下を連れて町に税を徴収に出かける。その途中、ヴォリガーは馬で畑を耕す農夫を見つけたが、朝から晩まで駿馬で駆けても一向に農夫に追いつけず、二日目にやっと追いつく有様だった。
その後、ヴォリガーと農夫は一緒に町に向かうことになったが、しばらくして農夫が「畑に置いてきた犂（すき）が悪戯されないように隠してきて欲しい」とヴォリガーに頼んだ。さっそく5人の屈強な部下が向かったが持ち上げられず、10人向かっても持ち上げられず、29人全員でも持ち上げられなかった。呆れた農夫は自分で向かうと片手でひょいと掴んで茂みに犂を隠してしまった。そうして彼らは広野を馬で進んだが、ヴォリガーは農夫の雌馬に追いつけず、呼び止めて彼の名を訪ねた。そうすると農夫は「ミクーラ」と名乗った。
解説によると支配者や従士たちに対する農民の優位性がテーマになっている。またミクーラとはニコラ、ニコライつまり聖者ニコラスをイメージしたもので、超常能力をもつヴォリガーですら彼には及ばないという描写がなされている。オネガ湖周辺で好まれたブィリーナで10以上のテクストがあり、ヴォリガーがミクーラに三つの町を与えるというバージョンもあるという。

## モデル
ヴォルフ＝ヴォリガーのモデルとなる人物として歴史学派は古くから10世紀初め東ローマに遠征をおこないギリシャ軍を破って条約を結んだ「オレーグ公」と同定している。一方で「フセスラヴィエヴィチ」がフセスラフの父称であることや後述の理由から、ロマン･ヤコブソンや伊東一郎らはヴォルフのモデルとして「フセスラフ」を比定している。ヴォルフ(Волх)を呪術師を意味する普通名詞ヴォルフヴ（волхв）[volxv]が固有名詞化したものと解釈すると、『イーゴリ遠征物語』で語られるフセスラフの特徴「呪術」「狼への変身」に通じる部分がある。また、スラヴやセルビアには「羊膜をつけて生まれた子は人狼となる」といった俗信が、フセスラフ誕生の逸話の「膜」を被って生まれたという記述と合致することをその傍証にあげている。さらに叙事詩の「ヴォルフは眠らぬ。灰色の狼にわが身をかえて　お暗い森を駆けめぐる。」といった描写は、『遠征譚』の「夜半ともなればおおかみとなって走った。」という部分と類似がみられる。